# Jesenický potok (přítok Botiče)
Jesenický potok je menší vodní tok v Pražské plošině, levostranný přítok Botiče v okrese Praha-západ ve Středočeském kraji. Délka toku měří 5 km, plocha povodí činí 5,52 km².

## Průběh toku
Potok pramení jižně od Jesenice v nadmořské výšce 352 metrů blízko Pražského okruhu, který podtéká. Směr toku si potok udržuje severovýchodní, protéká Jesenicí a Zdiměřicemi, částí Jesenice. V Jesenici je na potoce rybník Pančák, ve Zdiměřicích jsou na potoce rybníky Horní, Dolní a Návesní. V Průhonickém parku se Jesenický potok zleva vlévá do Botiče v nadmořské výšce 304 metrů. Toto ústí se nachází mezi rybníky Bořín a Labeška na Botiči.

## Galerie

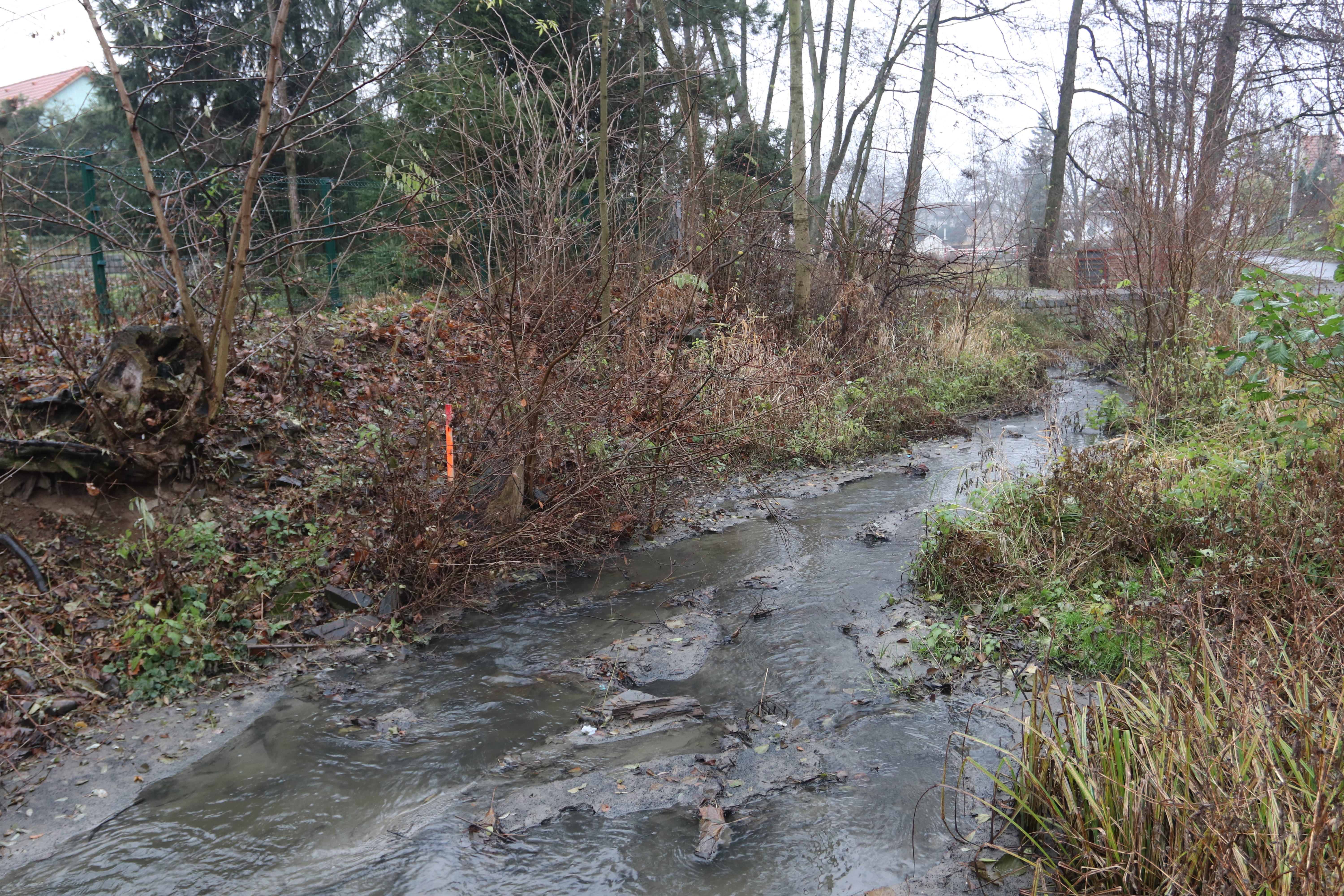
Jesenický potok ve Zdiměřicích
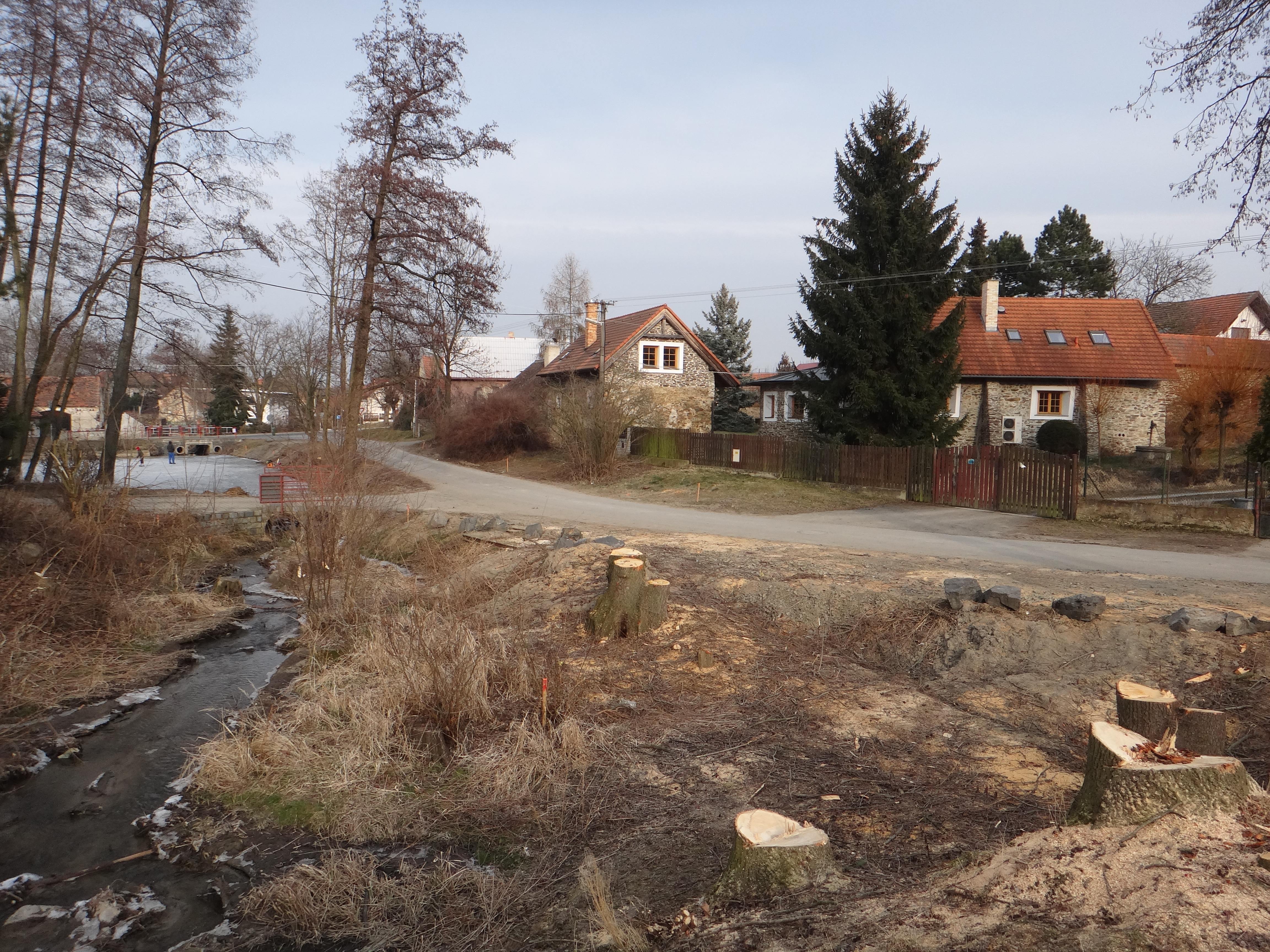
rybník ve Zdiměřicích při revitalizaci
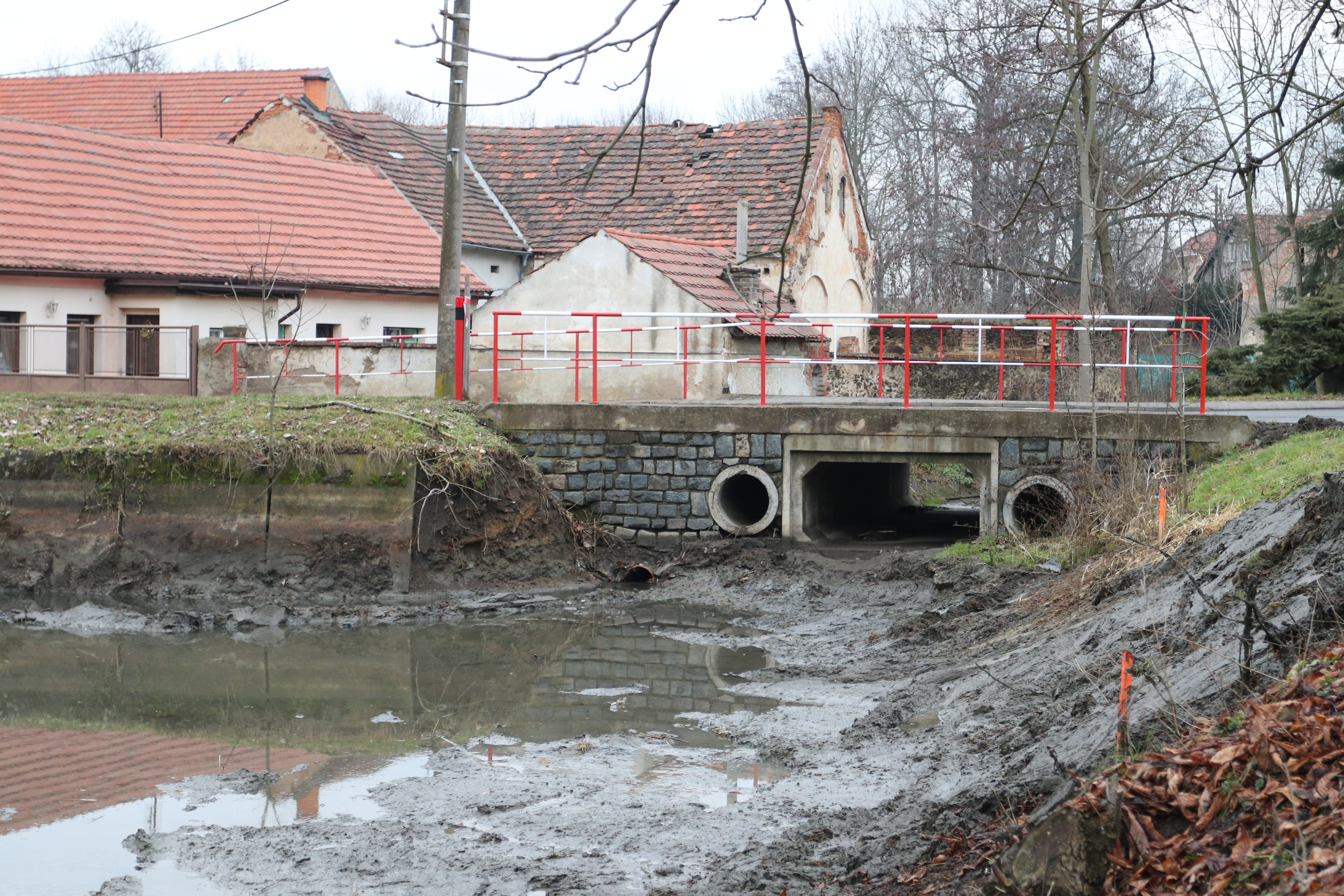
revitalizace rybníků ve Zdiměřicích
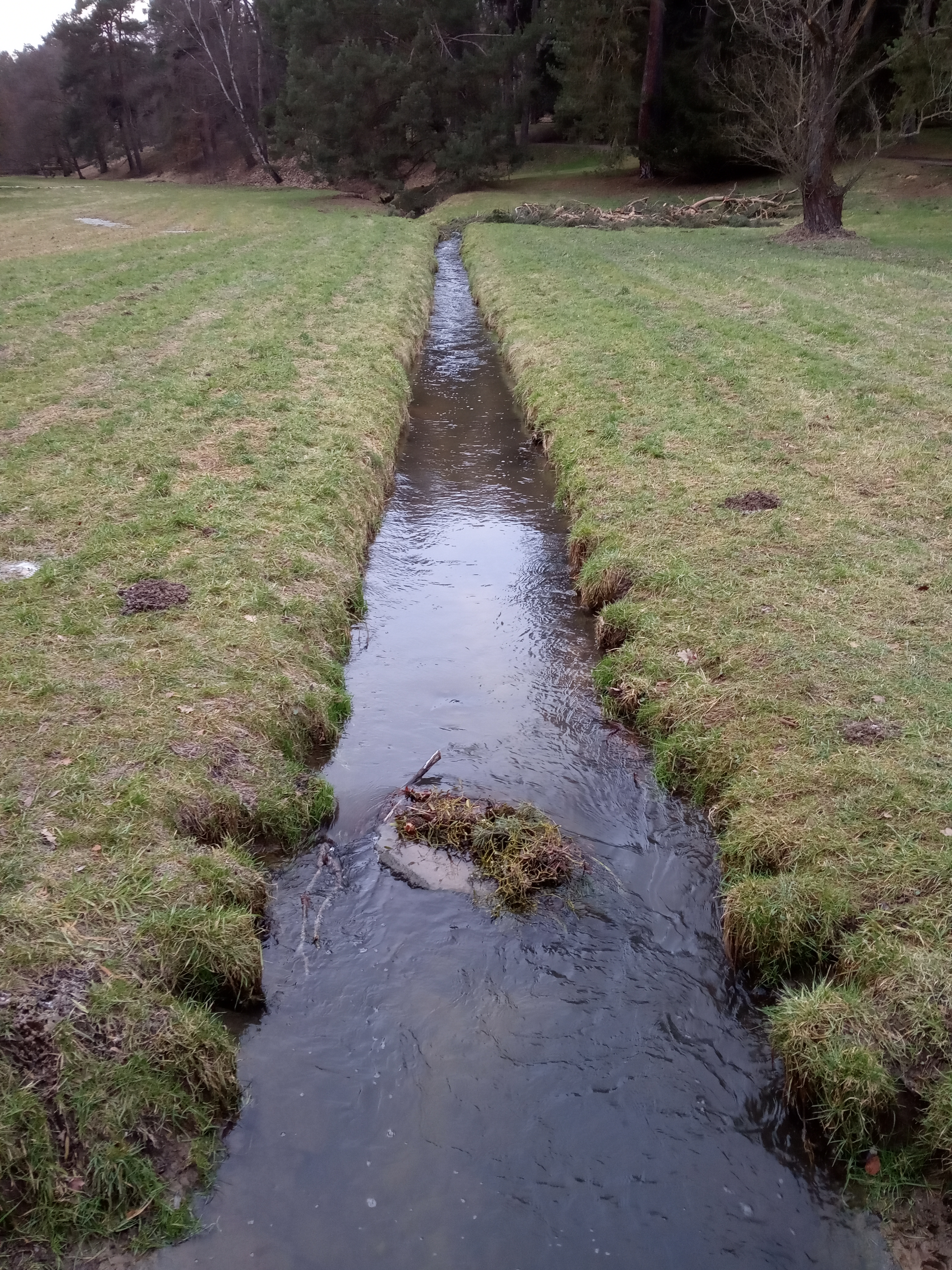
Jesenický potok v průhonické oboře